# Доріей Родоський
Доріей Родоський (*Δωριεύς ο Ρόδιος, бл. 450 до н. е. —бл. 394 до н. е.) — давньогрецький атлет, відомий майстер панкратіону, переможець Олімпійських ігор та інших змагань, державний діяч Родосу.

## Життєпис
Походив зі знатного родоського роду Ератідів. Молодший син відомого атлета-олімпіоніка Діагора. був значного зросту — 1.80 м при вазі 109 кг. Продовжив родинну спортивну традицію, виховувався батьком.
Він тричі поспіль перемагав на олімпійських іграх в панкратіоні: в 432 (87-а Олімпіфада), 428 (88-а) і 424 роках до н. е. (89-а). Крім того, здобув 8 перемог на Істмійських іграх, 7 — на Немейських іграх, 4 — на Піфійських змаганнях, 4 — на Панафінеях, 4 — на Асклепіях в Епідаврі, 3 — на гекатомбіях в Аргосі, 3 — на Лікеях в Аркадії.
Під час цих змагань декілька разів змінював місто, яке він представляв. Це було пов'язано з подіями Пелопоннеської війни. Оскільки родина, до якого належав Доріей, орієнтувалося на Спарту і намагалося домогтися виходу Родосу з-під впливу Афін, то після 431 року до н. е. Доріея зі своїми родичами й прихильниками було вигнано з острова. Доріей разом з небожем Пейсиродом обрали місцем свого нового поселення місто Фурії, що розташовувався на місці зруйнованого Сибаріса. Тому у 428 або 424 роках до н. е. на виступах в Олімпіх представляв саме Фурії. Також був переможцем Фурійських ігор.
Можливо, між 425 та 421 роками до н. е. зумів повернутися на батьківщину. Втім про цей період замало відомостей стосовно життя Доріей. Ймовірно, він більше займався атлетикою.
Доріей брав участь на боці спартанці у війні з афінянами разом зі своїми власними кораблями у 413 році до н. е. під час експедиції до Сицилії. У 412 році до н. е. привів 30 кораблів до Кніда, але внаслідок конфлікту зі спартанцями не зміг його захопити. Водночас сприяв переходу Родосу на бік Спарти. Доріей з 20 кораблями займався перехопленням кораблів з Єгипту, що везли до Афін зерно.
У 411 році до н. е. підійшов до Мілету, щоб захистити його від афінян. Того ж року знову прибув до Родосу, де повалив демократичний уряд. У 410 році до н. е. рушив на підмогу спартанцям у Гелеспонті, але зазнав нападу афінського флоту, тому мусив відступити до містечка Роетеум, де зазнав поразки від афінян, відступивши до Абідоса, де з'єднався зі спартанцями на чолі із стратегом Міндаром. Втім афіняни знову перемогли. Але Доріей врятувався. На початку 407 року до н. е. захищав о. Андрос від афінських військ, але вимушений був здатися.
Доріея було доставлено до Афін. Заочно афіняни проклинали Доріея і погрожували йому смертю, але, коли вони побачили цю уславлену людину полоненою, їхні почуття змінилися. Народні збори ухвалили відпустити Доріея додому живим і неушкодженим, хоча він і заподіяв афінянам багато зла. Натомість призначено значний штраф.
Про смерть Доріея повідомляє давньогрецький історик Андротіон: коли афінський полководець Конон переміг спартанців у битві при Кніді у 394 році до н. е., потім переконав родосців перейти на бік перського царя, лакедемоняні схопили Доріея десь у Пелопоннесі, доставили його до Спарти, де стратили за злочинний спосіб дій.